# 东阳县 (秦朝)
东阳县是秦朝东海郡下的一县，治所在今天安徽省天长市西北（一说今江蘇省盱眙縣東陽鄉）。由东阳县改置的东阳郡为西楚九郡之一。

## 历史
- 汉武帝元狩五年（公元前118年） 析置高邮县，辖今高邮市、天长市和金湖县境金南、塔集一线以南地区属之，余属东阳县。汉武帝元狩六年（公元前117年）东阳县析置射阳、平安县。
- 漢朝时廢縣，並於此地置東陽郡，后又更名為廣陵郡。
- 唐朝天宝元年，割江都、六合、高邮三县地置千秋县。天宝七年，千秋县易名天长县，属淮南道扬州。因此，历史上天长与高邮（含金湖）本是一家。[3]